# New Right
Die New Right (deutsch: Neue Rechte) ist eine rechte politische Strömung von weltweiter Tragweite. Sie strebt nicht nur direkte politische Macht an, sondern auch Definitionsgewalt im gesellschaftlichen und kulturellen Bereich.
Die New Right entstand als Gegenströmung zur Neuen Linken sowie zum wohlfahrtsstaatlichen Nachkriegskonsens. Ihren ersten großen Einfluss erlangte sie in den 1980er Jahren in Großbritannien und den Vereinigten Staaten. Die damalige marktfundamentalistische Wirtschaftspolitik von Margaret Thatcher und Ronald Reagan wird heute vielfach als „neoliberal“ kritisiert.

## USA
Ihre Entstehung geht bis zum Anfang der 1960er Jahre zurück. Zur Präsidentschaftswahl im Jahr 1964 sollte der konservative Kandidat Barry Goldwater unterstützt werden. Obwohl dieser damals gegen den amtierenden Präsidenten Lyndon B. Johnson verlor, entwickelte sich aus dieser Wahlkampagne ein Netzwerk aus sogenannten Denkfabriken, konservativen Elite-Bildungsanstalten, aber auch eine Graswurzelbewegung auf Gemeindeebene. Dieses konservative Netzwerk aus Forschungsinstituten und Aktivisten bezweckte, die liberale Vorherrschaft in Politik, Verwaltung und Kultur zu brechen. Hier wurden neue politische, Vermarktungs- und Wahlkampfstrategien entwickelt, die sich an den Aktionsformen der linken sozialen Bewegungen der 1960er Jahre orientierten und auf Emotionalität setzten. Sie sahen sich als Gegenpol zu der in den 1960er und 1970er Jahren einflussreichen New Left (deutsch: „Neue Linke“). Die Planung erwies sich im Jahr 1980 als erfolgreich, als Ronald Reagan die Wahl gewann, der als Protagonist der New Right galt. Seitdem hat die New Right auch unterhalb der Regierungsebene, vor allem in der Meinungsbildung, immer stärkeren Einfluss gewonnen. Unter George W. Bush, besonders nach dem 11. September 2001, gewann die aus heterogenen Strömungen bestehende New Right noch einmal verstärkt politischen Einfluss.

## Großbritannien
Für Großbritannien bezeichnet New Right eine marktliberale Gegenströmung zum wohlfahrtsstaatlich-korporatistischen Nachkriegskonsens.
Dieser Konsens basierte auf vier Säulen: einer keynesianisch orientierten Nachfragesteuerung mit dem Ziel der Vollbeschäftigung, einer Mixed Economy als Wirtschaftsverfassung mit einer Kombination von Privat- und Staatsunternehmen, der institutionalisierten Kooperation von Regierung und Gewerkschaften sowie auf dem Ausbau des Sozialstaates nach Vorschlägen des Beveridge-Reports. Gegen diesen Kompromiss entstand in Publizistik und Politik eine heterogene Meinungsströmung aus Wirtschaftsliberalen, Neoliberalen, Monetaristen, Konservativen und Neokonservativen. Beeinflusst durch Theorien der Ökonomem Friedrich August von Hayek und Milton Friedman forderten sie marktwirtschaftliche Reformen, die Reduktion der Staatsausgaben, die „Befreiung“ des Marktes, die Rückkehr zu traditionellen moralischen Werten und argumentierten gegen die „Exzesse“ des Wohlfahrtsstaates. Den Begriff New Right für diese Strömung prägte David Collard in der Broschüre The New Right – A Critique von 1968. Ideen der New Right beeinflussten ab 1975 die Oppositionspolitik der Tories unter der Parteivorsitzenden Margaret Thatcher und prägten die sozio-ökonomischen Reformen der Regierung Thatcher (→ Thatcherismus).